# NGC 1335
NGC 1335 је елиптична галаксија у сазвежђу Персеј која се налази на NGC листи објеката дубоког неба.
Деклинација објекта је + 41° 34' 24" а ректасцензија 3h 30m 19,4s. Привидна величина (магнитуда) објекта NGC 1335 износи 14,4 а фотографска магнитуда 15,4. NGC 1335 је још познат и под ознакама UGC 2762, MCG 7-8-19, CGCG 541-18, PGC 13015.